# Campeonato Mundial de Atletismo de 2005 - 110 m com barreiras masculino
A competição dos 110 metros com barreiras masculino no Campeonato Mundial de Atletismo de 2005 foi realizada no Estádio Olímpico, em Helsinque, na Finlândia, ente os dias 10 a 12 de agosto de 2005.

## Recordes
Antes desta competição, os recordes mundiais e do campeonato nesta prova eram os seguintes:
| Tipo                  | Atleta                  | Tempo | Local            | Data                                     |
| --------------------- | ----------------------- | ----- | ---------------- | ---------------------------------------- |
|                       | Colin Jackson Liu Xiang | 12.91 | Stuttgart Atenas | 20 de agosto de 199327 de agosto de 2004 |
| Recorde do campeonato | Colin Jackson           | 12.91 | Stuttgart        | 20 de agosto de 1993                     |

## Medalhistas
| Ouro                 | Prata           | Bronze              |
| Ladji Doucouré (FRA) | Liu Xiang (CHN) | Allen Johnson (USA) |

## Calendário
Todos os horários estão no horário local (UTC+2)
| Data         | Horário | Fase          |
| ------------ | ------- | ------------- |
| 10 de agosto | 10:50   | Eliminatórias |
| 11 de agosto | 21:40   | Semifinal     |
| 12 de agosto | 20:45   | Final         |

## Resultados

### Eliminatórias
Qualificação: Os 3 primeiros de cada bateria (Q) e os 6 melhores tempos (q) avançam para as semifinais.
Bateria 1
| Pos. | Atleta               | Nacionalidade  | Tempo | Notas |
| ---- | -------------------- | -------------- | ----- | ----- |
| 1    | Thomas Blaschek      | Alemanha       | 13.86 | Q     |
| 2    | Allen Johnson        | Estados Unidos | 13.92 | Q     |
| 3    | Yoel Hernández       | Cuba           | 14.03 | Q     |
| 4    | Ivan Bitzi           | Suíça          | 14.26 |       |
| 5    | Cédric Lavanne       | França         | 14.49 |       |
| 6    | Alexandros Theofanov | Grécia         | 14.73 |       |
| 7    | Todd Matthews Jouda  | Sudão          | 15.43 |       |

Bateria 2
| Pos. | Atleta                | Nacionalidade  | Tempo | Notas |
| ---- | --------------------- | -------------- | ----- | ----- |
| 1    | Liu Xiang             | China          | 13.73 | Q     |
| 2    | Redelén dos Santos    | Brasil         | 13.74 | Q     |
| 3    | Jonathan Nsenga       | Bélgica        | 13.89 | Q     |
| 4    | Anier García          | Cuba           | 14.01 | q     |
| 5    | Elmar Lichtenegger    | Áustria        | 14.04 | q     |
| 6    | Matti Niemi           | Finlândia      | 14.18 |       |
| 7    | Jackson Quiñónez      | Equador        | 14.34 |       |
| 8    | Baymurat Ashirmuradov | Turquemenistão | 15.52 |       |

Bateria 3
| Pos. | Atleta                  | Nacionalidade | Tempo | Notas |
| ---- | ----------------------- | ------------- | ----- | ----- |
| 1    | Ladji Doucouré          | França        | 13.86 | Q     |
| 2    | Matheus Facho Inocêncio | Brasil        | 13.96 | Q     |
| 3    | Chris Pinnock           | Jamaica       | 14.11 | Q     |
| 4    | Gregory Sedoc           | Países Baixos | 14.24 |       |
| 5    | Serhiy Demydyuk         | Ucrânia       | 14.25 |       |
| 6    | Karl Jennings           | Canadá        | 14.30 |       |
| 7    | Sultan Tucker           | Libéria       | 14.34 |       |
|      | Andrea Giaconi          | Itália        |       | DNS   |

Bateria 4
| Pos. | Atleta            | Nacionalidade  | Tempo | Notas |
| ---- | ----------------- | -------------- | ----- | ----- |
| 1    | Shi Dongpeng      | China          | 13.80 | Q     |
| 2    | Terrence Trammell | Estados Unidos | 13.80 | Q     |
| 3    | Igor Peremota     | Rússia         | 13.89 | Q     |
| 4    | Robert Kronberg   | Suécia         | 13.90 | q     |
| 5    | Masato Naito      | Japão          | 13.90 | q     |
| 6    | Allan Scott       | Grã-Bretanha   | 14.18 |       |
| 7    | Peter Coghlan     | Irlanda        | 14.57 |       |
| 8    | Tang Hon Sing     | Hong Kong      | 14.83 |       |

Bateria 5
| Pos. | Atleta                       | Nacionalidade      | Tempo | Notas |
| ---- | ---------------------------- | ------------------ | ----- | ----- |
| 1    | Anselmo da Silva             | Brasil             | 13.96 | Q     |
| 2    | Dominique Arnold             | Estados Unidos     | 13.96 | Q     |
| 3    | Marcel van der Westen        | Países Baixos      | 14.01 | Q     |
| 4    | Paulo Villar                 | Colômbia           | 14.12 |       |
| 5    | Joseph-Berlioz Randriamihaja | Madagáscar         | 14.18 |       |
| 6    | Satoru Tanigawa              | Japão              | 14.25 |       |
| 7    | Felipe Vivancos              | Espanha            | 14.34 |       |
| 8    | Julien M'Voutoukoulou        | República do Congo | 15.41 |       |

Bateria 6
| Pos. | Atleta              | Nacionalidade  | Tempo | Notas |
| ---- | ------------------- | -------------- | ----- | ----- |
| 1    | Dayron Robles       | Cuba           | 13.83 | Q     |
| 2    | Staņislavs Olijars  | Letônia        | 13.86 | Q     |
| 3    | Joel Brown          | Estados Unidos | 13.90 | Q     |
| 4    | Maurice Wignall     | Jamaica        | 13.90 | q     |
| 5    | Dudley Dorival      | Haiti          | 14.02 | q     |
| 6    | Wu Youjia           | China          | 14.38 |       |
| 7    | David Ilariani      | Geórgia        | 14.88 |       |
| 8    | Suphan Wongsriphuck | Tailândia      | 15.05 |       |

### Semifinal
Qualificação: Os 2 primeiros de cada bateria (Q) e os 2 melhores tempos (q) avançam para as finais.
Bateria 1
| Pos. | Atleta             | Nacionalidade  | Tempo | Notas |
| ---- | ------------------ | -------------- | ----- | ----- |
| 1    | Ladji Doucouré     | França         | 13.35 | Q     |
| 2    | Dominique Arnold   | Estados Unidos | 13.39 | Q     |
| 3    | Shi Dongpeng       | China          | 13.44 |       |
| 4    | Yoel Hernández     | Cuba           | 13.54 |       |
| 5    | Igor Peremota      | Rússia         | 13.71 |       |
| 6    | Redelén dos Santos | Brasil         | 13.88 |       |
| 7    | Masato Naito       | Japão          | 13.88 |       |
| 8    | Dudley Dorival     | Haiti          | 14.11 |       |

Bateria 2
| Pos. | Atleta             | Nacionalidade  | Tempo | Notas |
| ---- | ------------------ | -------------- | ----- | ----- |
| 1    | Terrence Trammell  | Estados Unidos | 13.31 | Q     |
| 2    | Liu Xiang          | China          | 13.42 | Q     |
| 3    | Staņislavs Olijars | Letônia        | 13.53 |       |
| 4    | Anselmo da Silva   | Brasil         | 13.63 |       |
| 5    | Robert Kronberg    | Suécia         | 13.69 |       |
| 6    | Chris Pinnock      | Jamaica        | 13.73 |       |
| 7    | Jonathan Nsenga    | Bélgica        | 13.94 |       |
| 8    | Anier García       | Cuba           | 13.99 |       |

Bateria 3
| Pos. | Atleta                  | Nacionalidade  | Tempo | Notas |
| ---- | ----------------------- | -------------- | ----- | ----- |
| 1    | Allen Johnson           | Estados Unidos | 13.23 | Q     |
| 2    | Maurice Wignall         | Jamaica        | 13.24 | Q     |
| 3    | Matheus Facho Inocêncio | Brasil         | 13.39 | q     |
| 4    | Joel Brown              | Estados Unidos | 13.43 | q     |
| 5    | Thomas Blaschek         | Alemanha       | 13.45 |       |
| 6    | Marcel van der Westen   | Países Baixos  | 13.63 |       |
| 7    | Elmar Lichtenegger      | Áustria        | 13.74 |       |
| 8    | Dayron Robles           | Cuba           | 14.16 |       |

### Final
A final ocorreu dia 12 de agosto às 20:45.
| Pos.              | Atleta                  | Nacionalidade  | Tempo | Notas |
| ----------------- | ----------------------- | -------------- | ----- | ----- |
| Medalha de ouro   | Ladji Doucouré          | França         | 13.07 |       |
| Medalha de prata  | Liu Xiang               | China          | 13.08 |       |
| Medalha de bronze | Allen Johnson           | Estados Unidos | 13.10 |       |
| 4                 | Dominique Arnold        | Estados Unidos | 13.13 |       |
| 5                 | Terrence Trammell       | Estados Unidos | 13.20 |       |
| 6                 | Joel Brown              | Estados Unidos | 13.47 |       |
| 7                 | Maurice Wignall         | Jamaica        | 13.47 |       |
| 8                 | Matheus Facho Inocêncio | Brasil         | 13.48 |       |

Legenda
| Recorde mundial       | Recorde mundial (World record)               |                       | Recorde africano                      | Recorde africano (African) |                                           | Q | Classificado por posição (Qualified) |
| Recorde do campeonato | Recorde do campeonato (Championship record)  | Recorde da América    | Recorde da América (Americas)         | q                          | Classificado por melhor tempo (Qualified) |   |                                      |
| Melhor marca do ano   | Melhor marca do ano (World leading)          | Recorde asiático      | Recorde asiático (Asian)              | DNS                        | Não largou (Did not start)                |   |                                      |
| Recorde nacional      | Recorde nacional (National record)           | Recorde europeu       | Recorde europeu (European)            | DNF                        | Não terminou (Did not finish)             |   |                                      |
| Recorde pessoal       | Recorde pessoal do atleta (Personal best)    | Recorde da Oceania    | Recorde da Oceania (Oceania)          | DSQ / DQ                   | Desclassificado (Disqualified)            |   |                                      |
| Recorde da temporada  | Recorde da temporada do atleta (Season best) | Recorde sul-americano | Recorde sul-americano (South America) | NM                         | Sem marca (No mark)                       |   |                                      |